# Grigorij Leps
Grigori Lepsveridze (ryska: Григо́рий Ви́кторович Лепсверидзе, Grigorij Viktorovitj Lepsveridze), mer känd som Grigorij Leps (Григорий Лепс), född 16 juli 1962 i Sotji i dåvarande Sovjetunionen är en rysk pop-rock musiker och sångare med georgiskt påbrå. Leps debuterade år 1995 och under 2000-talet blev han en av Rysslands största artister. Även om han är mest känd som soloartist har han också spelat in låtar tillsammans med andra ryska musiker, däribland rockgruppen Ljube.